# Ciencia y tecnología en la Unión Soviética

Escudo de la Unión Soviética

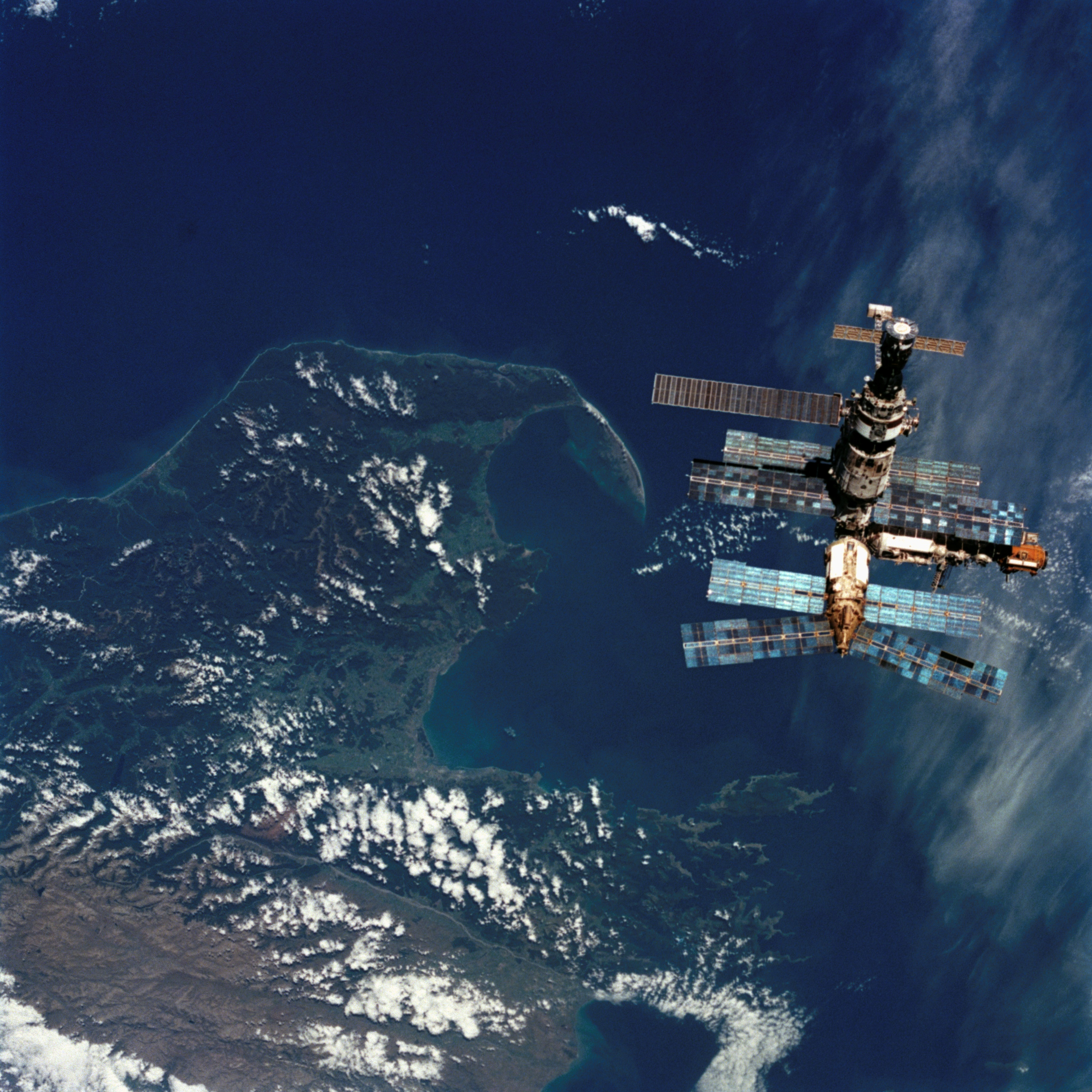
Estación espacial MIR, construida por la Unión Soviética durante la Carrera espacial, fue la primera estación espacial modular de la historia

La ciencia y tecnología en la Unión Soviética tuvieron un importante papel dentro de la política nacional y la identidad de la Unión Soviética. Desde los tiempos de Lenin y hasta la disolución de la Unión Soviética en 1991, tanto la ciencia como la tecnología estuvieron íntimamente enlazadas a la ideología y a la funcionalidad práctica para el Estado soviético, y fueron perseguidos de manera similar y bajo modelos diferentes en otros países. Muchos grandes científicos que trabajaron en la Rusia Imperial —como Konstantín Tsiolkovski—, continuaron trabajando para la Unión Soviética, dando a luz a la ciencia soviética.
La URSS destacó por su alto nivel de desarrollo de las ciencias puras, la innovación a nivel teórico y su interpretación y aplicación a corto plazo. La biología, la química, la ciencia de materiales y la física eran campos en los que los ciudadanos soviéticos siempre sobresalieron. La ciencia se enfatizó a todos los niveles de educación y cada año se graduaba un gran número de ingenieros.
El gobierno soviético hizo del desarrollo y el avance científico una prioridad nacional, concediendo altos honores a los científicos más destacados. Si bien las ciencias eran censuradas menos rigurosamente que otros campos como el arte, hay varios ejemplos de supresión de ideas. El caso más notable fue el del agrónomo Trofim Lysenko —y que dio lugar al Lysenkoísmo—, quien rechazó la teoría cromosomática de la herencia generalmente aceptada por los genetistas modernos. Afirmando que dichas teorías se correspondían con el marxismo. A su vez, Lysenko propuso a Stalin en 1948  prohibir la genética de poblaciones y de otros campos relativos a la investigación biológica. Esta decisión se canceló en la década de 1960, tras el deshielo.
Los científicos soviéticos fueron reconocidos en muchos campos. Estaban en lo alto del mundo científico en campos como las matemáticas y en diversas ramas de la ciencia física, notablemente en la física nuclear, la química o la astronomía. El físico y químico Nikolái Semiónov fue el primer ciudadano soviético que ganó el Premio Nobel, recibiéndolo en 1956.
La tecnología soviética se desarrolló mucho en los campos de la física nuclear, donde la carrera armamentística con Occidente hizo converger a los políticos en el hecho de proveer de suficientes recursos a las investigaciones. Debido al programa de choque dirigido por Ígor Kurchátov, la Unión Soviética fue el segundo país en desarrollar una bomba atómica, testada en 1949, sólo cuatro años después de que lo hicieran los Estados Unidos. La Unión Soviética detonó una bomba de hidrógeno en 1953, sólo diez meses después que los norteamericanos. La exploración espacial también tuvo un notabilísimo desarrollo. En octubre de 1957 lanzaron el primer satélite artificial de la historia, el Sputnik 1; en abril de 1961 el cosmonauta soviético Yuri Gagarin se convirtió en el primer ser humano en ser enviado al espacio. Los soviéticos llevaron a cabo un ambicioso programa espacial hasta que los problemas económicos llevaron a recortes presupuestarios durante la década de 1980.

## Organización

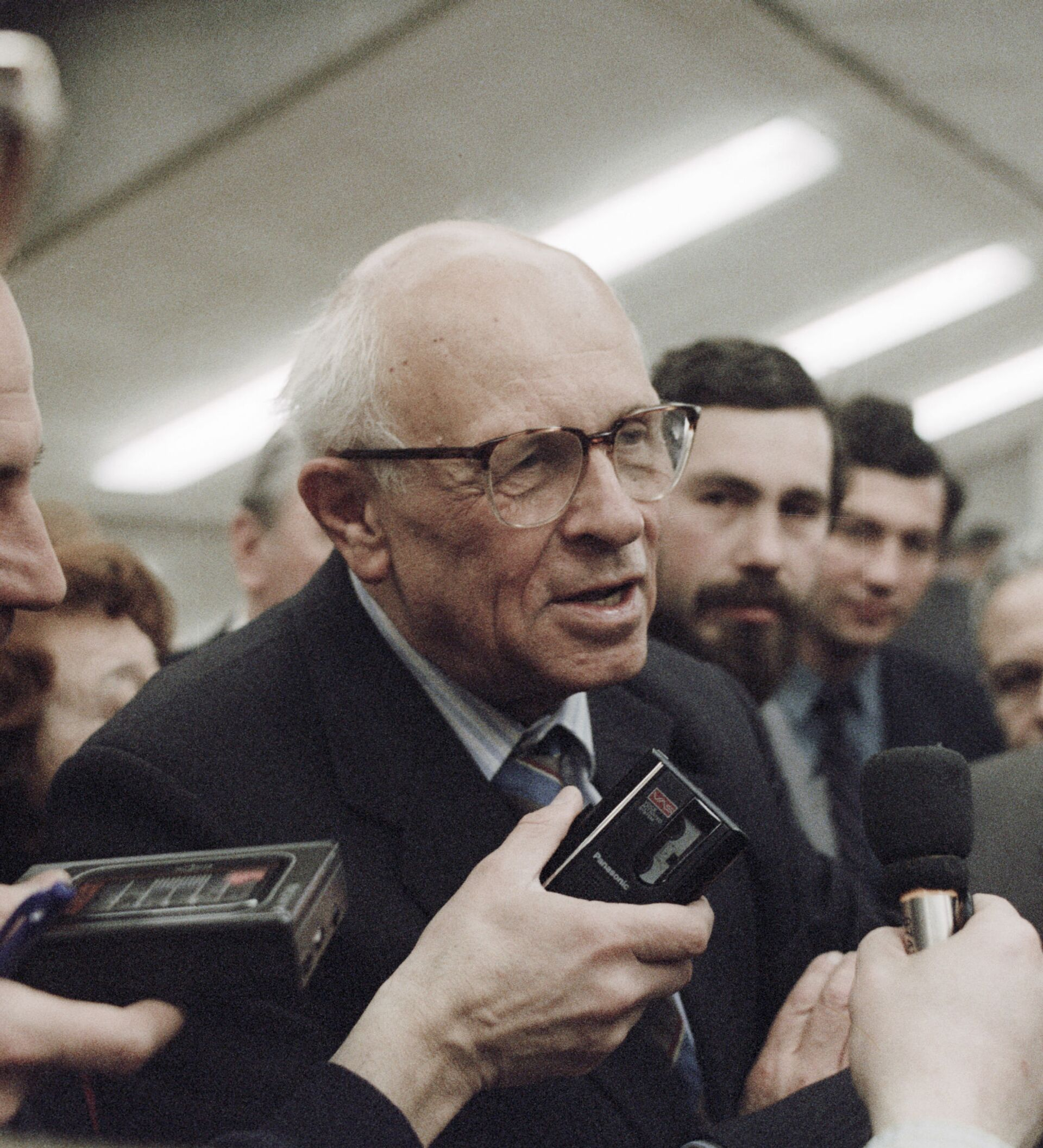
Andréi Sájarov, fue un destacado físico nuclear –y más tarde disidente político–, considerado padre del programa nuclear de la URSS

A diferencia de los países occidentales, la mayoría de la investigación soviética no tenía lugar en las universidades, sino en institutos especiales destinados a investigación y desarrollo. Los más prestigiosos de todos ellos eran los pertenecientes a la Academia Soviética de Ciencias, aunque otros se encontraban dentro del sistema de academias especializadas o de las ramas de investigación de varios ministerios del gobierno.
El corazón de toda la ciencia fundamental fue la Academia Soviética de Ciencias, fundada en 1725 y trasladada de Leningrado a Moscú en 1934. Esta institución estaba formada por 250 institutos de investigación y 60.500 investigadores a tiempo completo en 1987, de los que un gran porcentaje de ellos trabajaban en ciencias naturales como la biología.
Todas las Repúblicas de la Unión, salvo la de Rusia, tenían sus propias academias de ciencias, mientras que las ramas regionales de los Urales, Siberia y el Lejano Oriente coordinaban la ciencia fundamental de la academia de Rusia Oriental.
La investigación médica estaba coordinada por la Academia Soviética de Ciencias Médicas (en ruso: Академия медицинских наук СССР), que después de 1992 fue reorganizada en el Academia Rusa de Ciencias Médicas (Российская академия медицинских наук).
La investigación agrícola estaba organizada bajo la tutela del Academia de Toda la Unión de Ciencias Agrícolas de la Unión Soviética.

### Institutos de Investigación Científica
Una gran parte de la investigación se llevaba a cabo en los Institutos de Investigación Científica NII (en ruso: НИИ, нау́чно-иссле́довательский институ́т). Existió un gran número de NII, cada uno de ellos especializado en un campo específico:
- Instituto Físico-Técnico Ioffe, fundado en 1918
- Instituto de Antropología y Etnografía, fundado en 1933
- Instituto de Problemas Físicos, fundado en 1934
- Instituto de Física y Tecnología de Moscú, fundado en 1946
- Instituto de Radio Ingeniería y Electrónica, fundado en 1954
- Instituto Central de Investigaciones Nucleares, fundado en 1956

## Restricciones ideológicas en ciencia
El 7 de agosto de 1948, la Academia V.I. Lenin de Ciencias de Agricultura anunció que, a partir de ese momento, la herencia lamarckiana, la teoría de que los rasgos de personalidad adquiridos durante la vida se transmiten a la descendencia, se enseñaría como "la única teoría correcta". Los científicos soviéticos se vieron obligados a redactar el trabajo previo, e incluso después de que esta ideología, conocida como Lysenkoísmo, se demostrara que era falsa, se necesitaron muchos años de crítica para que se aceptara su falsedad y se aceptaran los postulados modernos.

## Premio Nobel de Ciencias

### Física

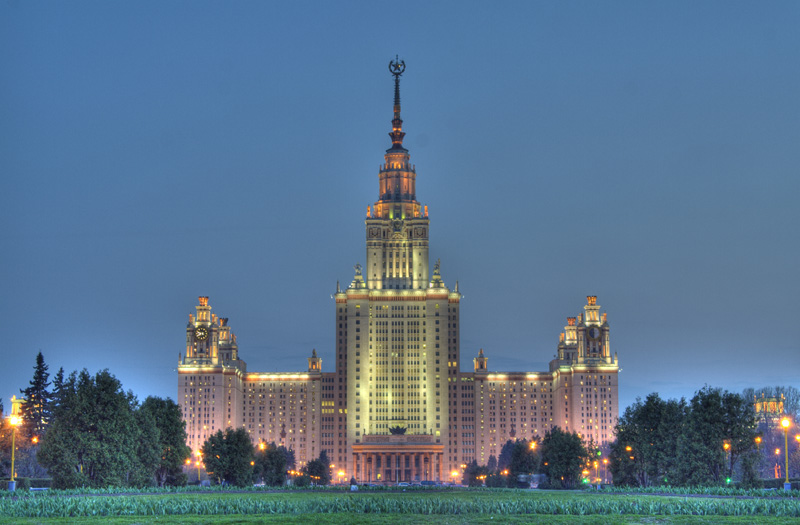
Edificio principal de la Universidad de Moscú, construido durante el periodo soviético

Los siguientes científicos soviéticos fueron galardonados con el Premio Nobel:
- 1958 - Pável Cherenkov, Ilya Frank e Igor Tamm, "por el descubrimiento e interpretación de la radiación de Cherenkov".
- 1962 - Lev Landáu, "por sus teorías sobre la materia condensada, en particular sobre la superfluidez del helio líquido".
- 1964 - Nikolái Básov y Aleksandr Prokhorov, "por su trabajo fundamental en el campo de la electrónica cuántica, que llevó a la construcción de osciladores y amplificadores basándose en el principio máser láser".
- 1978 - Piotr Kapitsa, "por sus invenciones y descubrimientos fundamentales a la criofísior el desarrollo de heteroestructuras semiconductoras para la rápida velocidad en la optoelectrónica" (ya trabajaba antes de la disolución de la Unión Soviética).
- 2003 -  Alexei Abrikosov y Vitali Grinzburg (Rusia), "por su trabajo innovador en la teoría de los superconductores" (ya trabajaba antes de la disolución de la Unión Soviética).

### Química
- 1956 - Nikolái Semiónov, por su trabajo destacado en el mecanismo de la transformación química incluyendo un análisis exhaustivo en la aplicación de la teoría de cadenas en las reacciones variadas (1934-54) y, más significativamente, los procesos de combustión. Propuso una teoría de ramas degenerativas, que llevó a una mejor comprensión de los fenómenos asociados con la inducción de periodos de los procesos de oxidación.

## Premios nacionales
Originariamente, el premio gubernamental más prestigioso concedido por los logros conseguidos en la ciencia y la tecnología era el Premio Stalin. Tras la muerte del líder soviético y la consiguiente desestalinización, fue renombrado Premio Estatal de la URSS, y el nuevo Premio Lenin se convirtió en el máximo galardón para la ciencia soviética. Además, la Academia Soviética de Ciencias concedía la Medalla de Oro Lomonósov.